# علي أصغر المازندراني
آية الله العظمى علي أصغر المازندراني (الفارسية: علی‌اصغر مازندرانی؛ ‎ 1م826–1911) كان رجل دين إيرانيًا من أميركلا. وكان مرشدًا روحيًا للعديد من المسلمين الشيعة.

## الحياة
تلقى المازندراني تعليمه في الدراسات الإسلامية الرسمية عند ميرزا حبيب الله رشتي، ومولا إسماعيل بروجردي، ومحمد أشرفي، ومحمد كاظم الخراساني، ومدرسة ميرزا حسين خليلي الطهرانية في النجف. وبعد أن أكمل دراسته عاد إلى أميركولا وبابل في مازندران وكان مسؤولًا عن الشؤون الدينية هناك.

## الوفاة
تُوفي المازندراني في عام 1911. بعد وفاته، أُغلقَت أسواق مدينة بابول أميركولا، وارتدى الناس اللون الأسود حدادًا. دُفن المازندراني في حديقة الرضوان. دُمر قبره في عهد رضا خان، ولكن أُصلح فيما بعد من حفيد المازندراني، الحاج علي أصغر خليلي أميري.

## طالع أيضًا
- ميرزا جواد ملكي التبريزي
- هبة الدين الشهرستاني
- محمد حسين العشيني القودجاني
- نور الدين العشيني القودجاني